# HD 145788
HD 145788，又名BD-03 3891，SAO 141031、HR 6041，是一颗恒星，视星等为6.25，位于銀經8.1，銀緯32.17，其B1900.0坐标为赤經16h 7m 40.9s，赤緯-3° 32.17′ 50″。